# Trastorno generalizado del desarrollo no especificado
El trastorno generalizado del desarrollo no especificado (TGD no especificado) fue utilizado en ediciones anteriores del DSM (Manual Diagnóstico y Estadístico de Trastornos Mentales) para describir casos que no cumplían con todos los criterios de diagnóstico para un trastorno específico dentro de los trastornos del espectro autista (TEA). Sin embargo, con la publicación del DSM-5 en 2013, este término fue eliminado. El DSM-5 agrupa todas estas condiciones bajo el diagnóstico más general de Trastorno del Espectro Autista (TEA) y especifica diferentes niveles de gravedad según la necesidad de apoyo, eliminando subcategorías como el «TGD no especificado».
Si bien el término «TGD no especificado» no se usa oficialmente, aún se puede encontrar en registros antiguos o en algunos contextos educativos y médicos, especialmente en el análisis de casos que no cumplen con los criterios específicos del autismo, pero muestran algunas características relacionadas con los trastornos del espectro autista.

## Características
Los niños con TGD-NE pueden tener:
- Destrezas sociales deficientes debido a las destrezas verbales o no verbales limitadas.
- Intereses, actividad y comportamiento persistente y repetitivo.

## Cuadro clínico
Este trastorno afecta a las tres áreas del desarrollo: interacción social, comunicación y conducta. No obstante, no manifiesta los comportamientos en todos los trastornos descritos del TGD; solo se presentan rasgos de cada uno. 
A consecuencia de esto, no se conocen sus causas ni su tipo de tratamiento, por tanto, la escasez de información sobre el mismo ha hecho denominarlo «trastorno generalizado del desarrollo no especificado» o «trastornos residuales».